# Jean-Baptiste Accolay
Jean-Baptiste Accolay (* 17. April 1833 in Brüssel; † 19. August 1900 in Brügge) war ein belgischer Komponist, Violinist, Violin-Lehrer, Musikpädagoge und Dirigent der  Romantik.

## Leben
Jean-Baptiste Accolay studierte Violine am Brüsseler Musikkonservatorium. Seine Lehrer waren Lambert Joseph Meerts (1800–1863) und Nicolas Lambert Wéry (1789–1867). Er wurde Solohornist beim 2. Kürassierregiment in Brügge, erster Violinist im Orchester des Theaters in Namur und Lehrer in Tienen. Danach ging er dauerhaft nach Brügge. 1860 wurde er Musiklehrer am Konservatorium. 1861 bis 1864 war er Assistenzlehrer für Violine, 1864 Lehrer für Violine und Viola, 1865 Lehrer für Streichquartett und ab 1874 für Harmonielehre. Diese Funktionen hatte er bis zu seinem Tod inne. Hendrik van den Abeele war unter seinen Schülern. Mehr als 20 Jahre war er erster Violinist im Orchester des Stadttheaters und im Orchester la Réunion musicale.
Eines seiner Werke, das Drama Les Templiers [Die Templer], wurde in Brügge aufgeführt. Zusammen mit dem Pianisten Ernest de Brauwere und dem Cellisten Jean Baptiste Rappè gründete er 1865 die Séances de musique classique in Brügge. 1896  war er Mitbegründer und Konzertmeister der Konzertgesellschaft des Konservatoriums und für einige Jahre Leiter des Fanfarenzugs der Brugse Jagers-Verkenners.
Accolay heiratete Barbara Françoise Sophie Hugo († 1907). Sie hatten mehrere gemeinsame Kinder, darunter die Musikerin Olivia Accolay.

## Werke (Auswahl)

### Violinkonzerte
- Concertino Nr. 1 a-Moll für Violine und Orchester in einem Satz.  Allegro moderato, 1868. Bärenreiter BA 8976[3]. Schott SF1931[4][5]
- Concertino Nr. 2 d-Moll für Violine und Orchester in einem Satz. Moderato. Schott SF 4320[6][7]
- Concertino Nr. 3 e-Moll für Violine und Orchester in einem Satz. Allegro moderato. Schott SF 4462[8][9]

### Weitere Werke
- Au Bord du Russeau, Idylle für Violine mit Klavierbegleitung, Schott Frères, Brüssel OCLC 1353594827
- Barcarolle für Violine und Klavier, Schott Frères, Brüssel OCLC 1353594854
- Berceuse für Violine mit Klavierbegleitung, Schott, Paris OCLC 1353594949 1868 OCLC 497033531
- Canzonetta für Violine und Klavier, 1885 OCLC 497033539
- L 'Abandon, Elégie für Violine mit Klavierbegleitung, Schott Frères, Brüssel OCLC 1353594948
- La Taglioni Scène de Ballet für Violine oder Flöte mit Klavierbegleitung, Schott Frères, Brüssel OCLC 1353922120
- Légende écossaise für Violine mit Klavierbegleitung, Schott Frères, Brüssel OCLC 1353604452
- Mélodie romantique für Violine oder Violoncello mit Klavierbegleitung, Schott Frères, Brüssel OCLC 1353594932 Fassung für Violoncello und Klavier, Schott Frères, Brüssel, 1885 OCLC 497033553
- Nocturne B dur für Violine mit Klavierbegleitung, B. Schott’s Söhne, Mainz OCLC 1353604994 1866 OCLC 497033559
- Polonaise für Violine mit Klavierbegleitung, Schott Frères, Brüssel OCLC 1353604912
- Reflet du Passé, Romance für Violine mit Klavierbegleitung, B. Schott’s Söhne, Mainz OCLC 1353606288 Fassung für Violine oder Violoncello mit Klavierbegleitung, B. Schott’s Söhne, Mainz, 1891. OCLC 497033565
- Rêverie Champêtre für Violine mit Klavierbegleitung, Schott Frères, Brüssel OCLC 1353920332 1879 OCLC 497033570
- Rêverie mélancolique für Violine mit Klavierbegleitung, Schott Frères, Brüssel OCLC 1353921884
- Ruines et Souvenirs Ballade für Violine mit Klavierbegleitung, Schott Frères, Brüssel OCLC 1353922054

Sein bekanntestes Werk ist das Violinkonzert Nr. 1 in a-Moll aus dem Jahr 1868, das nur aus einem Satz besteht. Es gilt als ein Schüler-Werk, das auch heute noch im Violin-Unterricht Verwendung findet. Yehudi Menuhin spielte es bei seinem ersten öffentlichen Auftritt 1922, Itzhak Perlman nahm es 1999 auf dem Album Concertos from my Childhood auf. Faszinierend daran ist vor allem die große expressive Ausdruckskraft trotz der Verwendung einfacher technischer Mittel.
Des Weiteren schrieb er Charakterstücke für Violine und Klavier.

## Einspielungen
- Accolay: Violinkonzert Nr. 1. In: Concertos from my Childhood. Itzhak Perlman, Violine. Juilliard Orchestra. Ltg.: Lawrence Foster. EMI (später: Warner) 1999.